# Noël Treanor
Noël Treanor (ur. 25 grudnia 1950 w Silverstream, zm. 11 sierpnia 2024 w Brukseli) – irlandzki duchowny katolicki, w latach 2008–2022 biskup Down-Connor, nuncjusz apostolski przy Unii Europejskiej w latach 2022–2024.

## Życiorys
Święcenia kapłańskie otrzymał 13 czerwca 1976 i został inkardynowany do diecezji Clogher. Po święceniach i studiach w Rzymie został wikariuszem parafii katedralnej, zaś w latach 1985–1989 był dyrektorem kurialnego wydziału ds. edukacji dorosłych. Od 1989 był pracownikiem COMECE.
W latach 1993–2008 był sekretarzem generalnym COMECE.
22 lutego 2008 papież Benedykt XVI mianował go biskupem diecezjalnym Down-Connor. Sakry biskupiej udzielił mu 29 czerwca 2008 kardynał Seán Brady.
26 listopada 2022 został mianowany nuncjuszem apostolskim przy Unii Europejskiej z siedzibą w Brukseli. Sprawował ten urząd do śmierci w 2024.